# Rafael Montoro y Valdés
Rafael Montoro y Valdés (* 24. Oktober 1852 in Havanna; † 14. August 1933 ebenda) war ein kubanischer Politiker und Botschafter.

## Leben
Rafael Montoro y Valdés war der Sohn des Cayetano Montoro, der sich an den separatistischen Aktivitäten des zehnjährigen Krieges in Kuba beteiligte und nach Spanien deportiert wurde, sowie Enkel von Clara und José Montoro (getauft am 14. Juni 1814 in der Kathedrale von Port-au-Prince; † 1. Februar 1875 in der Gemeinde Espíritu Santo in Havanna).
Rafael Montoro besuchte 1862 und 1863 das Colegio de El Salvador in Havanna. 1864 migrierten seine Eltern mit ihm nach Europa. Ab 1866 besuchte er dann in New York City eine Schule und studierte anschließend am Colegio San Francisco de Asís bei Antonio Zambrana in Havanna Rhetorik.
Während des zehnjährigen Krieges in Kuba studierte Valdés von 1868 bis 1878 in Madrid Rechtswissenschaft und schrieb wie Antonio Cánovas del Castillo, Gumersindo de Azcárate und Emilio Castelar Beiträge zu Zeitschriften. Darüber hinaus war er Sekretär des Asociación de Escritores y Artistas Españoles (Verband spanischer Schriftsteller und Künstler). In Spanien traf er unter anderem José Martí, der 1871 zu Zwangsarbeit verurteilt und nach Spanien deportiert worden war, wo er in Saragossa ebenfalls Rechtswissenschaft studierte.
Im Jahr 1878 kehrte Valdés nach Kuba zurück und gründete die Partido Liberal Autonomista, deren Politik er 20 Jahre bestimmte. 1886 wurde er als Kandidat seiner Partei in die Cortes (Ständeversammlung) in Madrid gewählt. Zwei Jahre zuvor hatte er sein Rechtswissenschaftsstudium auf den Gebieten des Zivil- und des Kirchenrechtes an der Universität von Havanna abgeschlossen.
Im Jahr 1897 belieh sich Alfons XIII. von Spanien bei ihm das Marquesado de Montoro. Ein Jahr später wurde er als Finanzminister in der kurzen autonomen Regierung auf Kuba berufen. Von 1903 bis 1904 wurde Valdés als Ambassador to the Court of St James’s nach London versetzt. Im Jahr 1908 scheiterte er dann mit dem Versuch, durch eine Koalition mit der Partido Conservador, Außenminister Kubas zu werden. Zwei Jahre später wurde er als Gründungsmitglied in die Academia Nacional de Artes y Letras aufgenommen und trat außerdem in die Academia de la Historia de Cuba ein. Von 1921 bis 1925 wurde er von der Regierung Mario García Menocal in verschiedene Ämter berufen.
Darüber hinaus folgte er einem Ruf in die Real Academia Española.